# Avenul din Grind
Avenul de sub Vârful Grind cunoscut și sub denumirile de (Avenul din Grind, Avenul de sub Colții Grindului, Avenul din Colții Grindului, Avenul de sub Vârful Grind, Avenul de sub Hornurile Grindului), este o arie protejată de interes național ce corespunde categoriei a IV-a IUCN (rezervație naturală de tip speologic), situată în județul Argeș, pe teritoriul administrativ al comunei Dâmbovicioara.

## Localizare
Rezervația naturală se află în Masivul Piatra Craiului, în imediata apropiere a crestelor acestora, în bazinul Văii Grindului, la o altitudine de 2.200 m și are o suprafață de 0,50 hectare.

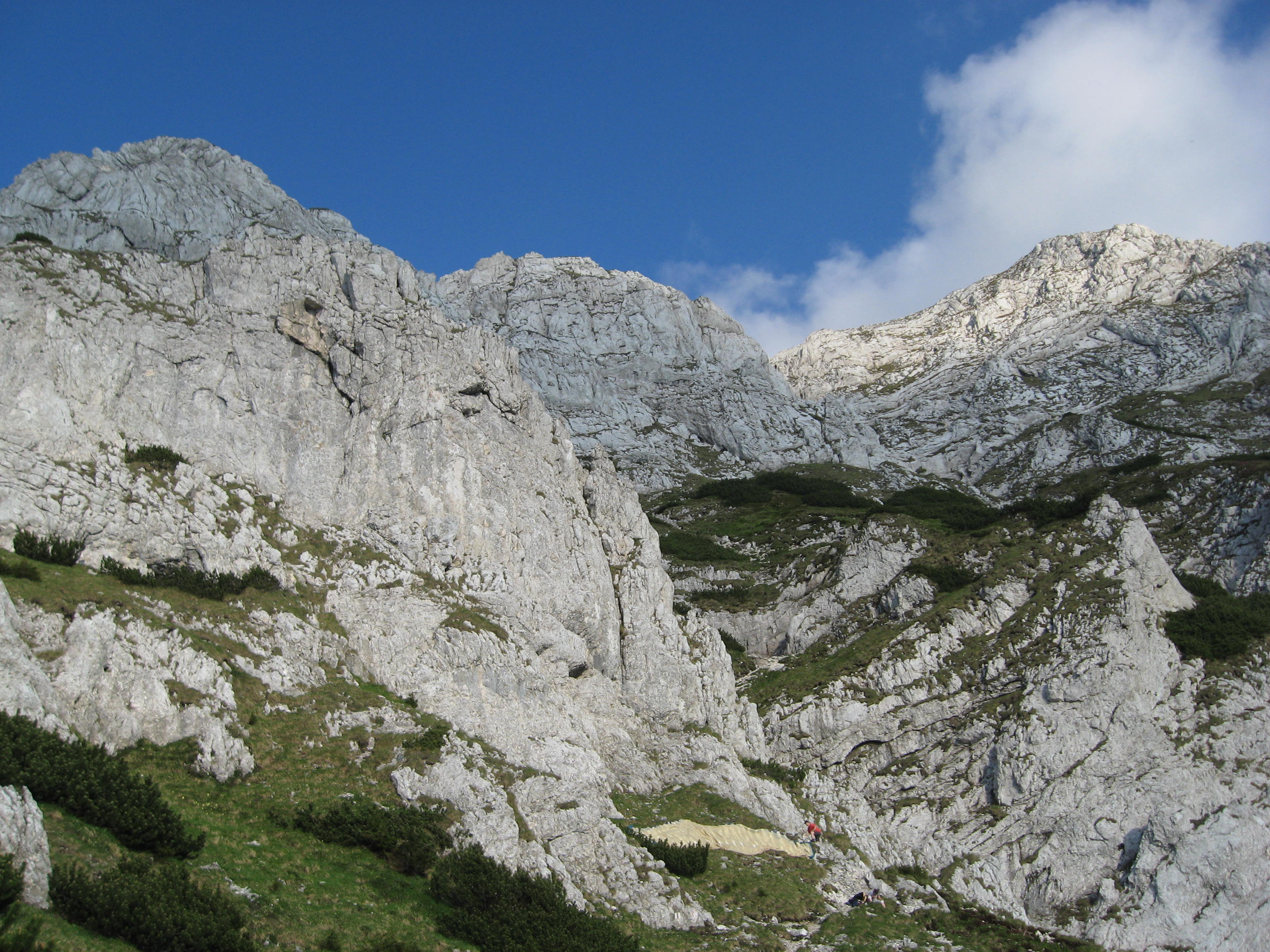
Crasta de mijloc a Pietrii Craiului

## Descriere
Aria protejată inclusă în Parcul Național Piatra Craiului reprezintă un aven (gol subteran, peșteră), o formă carstică de prăbușire, alcătuită din mai multe puțuri verticale întrerupte de galerii, cu forme vizibile de eroziune și coroziune.